# OpenSearch (software)
OpenSearch é uma família de software que consiste em um mecanismo de busca (também chamado OpenSearch) e OpenSearch Dashboards, um painel de visualização de dados para esse mecanismo de busca. É um projeto de código aberto desenvolvido pela OpenSearch Software Foundation (um projeto da Linux Foundation) escrito principalmente em Java.
O projeto foi criado em 2021 pela Amazon Web Services como um fork do Elasticsearch e do Kibana depois que a Elastic NV mudou a licença de novas versões deste software da Apache License de código aberto em favor da Server Side Public License (SSPL).
A Amazon manteria o status de propriedade exclusiva e acesso de gravação aos repositórios de código-fonte, mas convidaria solicitações de pull de qualquer pessoa. Outras empresas como Logz.io, CrateDB, Red Hat e outras anunciaram interesse em construir ou ingressar em uma comunidade para continuar usando e mantendo este software de código aberto.